# Moustapha Wade
Pour les articles homonymes, voir Wade.
Moustapha Wade, de son nom complet Amadou Moustapha Wade, né en 1922 ou 1923 et mort le 22 juillet 2007, est un écrivain sénégalais.

## Biographie
Frère aîné du président Abdoulaye Wade, il est né en 1923 à Kébémer, mais a passé une bonne partie de sa vie en Guinée, premier pays d’Afrique de l'ouest à dire non à De Gaulle en 1958, permettant ainsi à la République de Guinée d’obtenir immédiatement son indépendance.
Ceux qui l’ont côtoyé au début des indépendances, voire avant, voient en lui un homme engagé dans la lutte contre le colonialisme et un défenseur de la cause africaine, et ce depuis qu’il était étudiant à Montpellier en France.
Isolé et marginalisé par les Français, le président Ahmed Sékou Touré n’était pas fréquentable lorsque Moustapha Wade lui témoignait de sa solidarité fraternelle. Il s’est également rendu en Côte d’Ivoire, auprès de son ami le président Félix Houphouët-Boigny. Auparavant, il était allé voir ses frères du FLN algérien.
Président honoraire de l’Association nationale des écrivains du Sénégal, Moustapha Wade était connu comme un grand protecteur du monde des écrivains et autres artistes.
Fervent musulman, décrit par ses proches comme étant d’une grande piété, Moustapha Wade a consacré ses dernières années à la religion et au parachèvement de son prestigieux institut islamique érigé à Kébémer où il repose.
Wade était le président honoraire de l’Association des écrivains du Sénégal, titre que lui avait conféré l’Assemblée générale de ladite association en 1996. Il succédait ainsi à ses illustres devanciers, Léopold Sédar Senghor et Birago Diop.
Il meurt à Dakar le 21 juillet 2007 et est inhumé au cimetière Bakhiya de Kébémer.

## Œuvre
Tragédie de l’indépendance, ouvrage semble-t-il influencé par Aimé Césaire, Moustapha Wade n’eut aucune peine à reconnaître le fait et même à le revendiquer. Leçon de modestie et courage intellectuel tout à la fois assurément de quelqu’un qui se voulait un disciple du chantre de la négritude, le Martiniquais Césaire.